# Kup europskih prvaka 1976./77. (vaterpolo)
Ovo je četrnaesto izdanje Kupa europskih prvaka. Još u skupinama ispali su Vasas, Florentia, CSKA Sofija i ČH Košice. Zatim se igrala završna skupina.
- 1. CSK VMF Moskva (SSSR)
- 2. Zian (Nizozemska)
- 3. Würzburg 05 (Njemačka)
- 4. Partizan (Jugoslavija)

- sastav CSK VMF Moskve (prvi naslov): Klebanov, Romančuk, Frolovan, Aleksandr Dolgušin, Vladimir Žmudskij, Aleksandr Kabanov, Frolovai, Jeleseev, Gargonov, Pavlov, Anatolij Akimov, Vječeslav Sobčenko